# كوانغ سونغ هان
كوانغ سونغ هان (هانغل: 한광성) لاعب كرة قدم كوري شمال. يلعب مع منتخب كوريا الشمالية.
لعب في إيطاليا سابقاً في نادي كالياري ونادي بيروجيا ويوفنتوس و إنظم إلى نادي الدحيل مطلع عام 2020 .
```
.
```

## وصلات خارجية
كوانغ سونغ هان على موقع الاتحاد الدولي (مؤرشف)  (الإنجليزية)
- كوانغ سونغ هان على موقع الاتحاد الآسيوي (الإنجليزية)
- كوانغ سونغ هان على موقع إي إس بي إن إف سي (الإنجليزية)
- كوانغ سونغ هان على موقع قاعدة بيانات كرة القدم.إي يو (الإنجليزية)
- كوانغ سونغ هان على موقع ناشيونال فوتبول تيمز (الإنجليزية)
- كوانغ سونغ هان على موقع Soccerbase.com (لاعب) (الإنجليزية)
- كوانغ سونغ هان على موقع Soccerway.com (الإنجليزية)
- كوانغ سونغ هان على موقع عالم كرة القدم.نت (الإنجليزية)